# Карлссон, Янне
Не следует путать с тёзкой — шведским хоккеистом и тренером 1964 года рождения .

Янне Карлссон (швед. Janne Karlsson; род. 28 августа 1958, Векшё) — шведский хоккеист, защитник; ныне тренер. Воспитанник клуба «Оседа».

## Карьера
Янне Карлссон начал свою профессиональную карьеру в 1977 году в составе клуба первого шведского дивизиона ХВ71. В своём дебютном сезоне Янне провёл на площадке 18 матчей, не набрав ни одного очка. В следующем году Карлссон внёс свой вклад в выход команды в Элитную серию. Всего в составе клуба из Йёнчёпинга Янне выступал на протяжении четырёх сезонов, набрав за это время 40 (14+26) очков в 119 проведённых матчах.
Перед началом сезона 1981/82 Карлссон подписал контракт с «Фрёлундой», в составе которой он с переменным успехом выступал в течение последующих девяти сезонов. За это время Янне поиграл как в элитном дивизионе, так и в лиге рангом ниже; всего же в 317 матчах за гётеборгский клуб он сумел набрать 150 (45+105) очков.
В 1990 году Карлссон перешёл в клуб «Мёррумс», где он успешно провёл следующие три сезона, после чего принял решение закончить свою профессиональную карьеру.

### Тренерская
Сразу после окончания карьеры игрока Янне Карлссон стал главным тренером клуба «Мёррумс». Отработав в клубе два сезона, он вернулся к тренерской карьере лишь в 1999 году, перейдя на работу с молодёжным составом «Фрёлунды». Уже в следующем году он был приглашён на пост ассистента главного тренера основного состава. В сезоне 2002/03 он привёл свой клуб к золотым медалям Элитной серии, а также дебютировал в сборной Швеции в качестве второго тренера на московском этапе Еврохоккейтура Кубок «Балтики».
В середине следующего сезона был назначен руководством «Фрёлунды» на пост главного тренера в связи с болезнью его предшественника. Также Карлссон продолжил свою тренерскую деятельность в сборной, будучи ассистентом главного тренера на двух этапах Евротура. В феврале 2005 года на пост первого тренера шведской сборной был назначен Бенгт-Оке Густафссон, который пригласил Янне одним из своих ассистентов на чемпионат мира 2005 года, где шведы уступили в матче за третье место сборной России. Также в том сезоне Карлссон, будучи старшим тренером, вновь стал первым в Швеции.
В сентябре 2005 года стал полноправным ассистентом Густафссона в сборной Швеции, которая в том сезоне стала первой в истории командой, которая сумела выиграть Олимпийские игры и чемпионат мира в одном сезоне. После такого успеха Карлссон принял решение покинуть «Фрёлунду», став старшим тренером клуба «Линчёпинг», однако уже в середине сезона он был утверждён на посту главного тренера команды, с которой он сумел завоевать серебряные медали Элитной серии. В том же году Янне стал победителем Евротура, в финале обыграв российскую сборную, однако на чемпионате мира россияне взяли реванш, вновь обыграв шведов в матче за бронзовые медали.
Сразу после мирового первенства Карлссон заявил о том, что он покидает сборную из-за невозможности совмещения постов ассистента на международном и клубном уровне. В сезоне 2007/08 Янне во второй раз подряд стал обладателем серебряных наград чемпионата Швеции, а перед самым стартом чемпионата мира 2008 года он всё-таки вернулся в сборную, в третий раз уступив в матче за бронзовые награды, на этот раз сборной Финляндии.
Перед стартом нового сезона Карлссон подписал трёхлетний контракт с ХВ71, где он начинал свою игроцкую карьеру. В качестве главного тренера клуба он в том же году в третий раз в своей карьере стал чемпионом Швеции, однако уже в следующем сезоне, несмотря на победу в регулярном первенстве, ХВ71 уже в четвертьфинале уступил стокгольмскому АИКу. После окончания сезона 2010/11 появились слухи о том, что Янне может возглавить ярославский «Локомотив», однако, несмотря на это, 17 июня 2011 года он вновь воссоединился с Бенгтом-Оке Густафссоном, ста его помощником в мытищинском «Атланте».
Тем не менее, после неудачного старта команды 3 ноября Густафссон был освобождён от занимаемой должности, и Карлссон был назначен исполняющим обязанности главного тренера клуба. Сразу после этого игра команды преобразилась, и спустя три недели Янне был утверждён на посту главного тренера. 13 января 2012 года руководство подмосковного клуба приняло решение продлить соглашение с Карлссоном ещё на один сезон. В октябре 2012 года после серии неудачных выступлений Карлссон был отправлен в отставку.
В 2013 году возглавил сборную Дании. Он сменил на этом посту своего соотечественника Пера Бекмана.

## Достижения

### Тренер
- Чемпион Швеции (3): 2003, 2005, 2010.
- Олимпийский чемпион 2006.
- Серебряный призёр чемпионата Швеции (3): 2006, 2007, 2008.
- Чемпион мира 2006.

## Статистика выступлений

### Клубная карьера
|                 |                 |                 | Регулярный сезон | Регулярный сезон | Регулярный сезон | Регулярный сезон | Регулярный сезон | Регулярный сезон | Плей-офф | Плей-офф | Плей-офф | Плей-офф | Плей-офф | Плей-офф |
| Сезон           | Команда         | Лига            | Игр              | Г                | П                | Очк              | +/-              | Штр              | Игр      | Г        | П        | Очк      | +/-      | Штр      |
| --------------- | --------------- | --------------- | ---------------- | ---------------- | ---------------- | ---------------- | ---------------- | ---------------- | -------- | -------- | -------- | -------- | -------- | -------- |
| 1977/78         | ХВ71            | Division 1      | 18               | 0                | 0                | 0                | --               | 0                | —        | —        | —        | —        | —        | —        |
| 1978/79         | ХВ71            | Division 1      | 20               | 2                | 2                | 4                | --               | 28               | —        | —        | —        | —        | —        | —        |
| 1979/80         | ХВ71            | Элитная серия   | 34               | 3                | 4                | 7                | --               | 14               | —        | —        | —        | —        | —        | —        |
| 1980/81         | ХВ71            | Division 1      | 35               | 7                | 13               | 20               | --               | 39               | 12       | 2        | 7        | 9        | --       | 12       |
| 1981/82         | Фрёлунда        | Элитная серия   | 32               | 4                | 3                | 7                | --               | 28               | —        | —        | —        | —        | —        | —        |
| 1982/83         | Фрёлунда        | Элитная серия   | 35               | 2                | 6                | 8                | --               | 34               | —        | —        | —        | —        | —        | —        |
| 1983/84         | Фрёлунда        | Элитная серия   | 33               | 5                | 6                | 11               | --               | 46               | —        | —        | —        | —        | —        | —        |
| 1984/85         | Фрёлунда        | Division 1      | 32               | 6                | 14               | 20               | --               | 40               | —        | —        | —        | —        | —        | —        |
| 1985/86         | Фрёлунда        | Division 1      | 32               | 5                | 17               | 22               | --               | 48               | —        | —        | —        | —        | —        | —        |
| 1986/87         | Фрёлунда        | Division 1      | 32               | 4                | 15               | 19               | --               | 24               | 1        | 0        | 0        | 0        | --       | 0        |
| 1987/88         | Фрёлунда        | Division 1      | 36               | 6                | 19               | 25               | --               | 22               | 11       | 2        | 3        | 5        | --       | 12       |
| 1988/89         | Фрёлунда        | Division 1      | 29               | 6                | 10               | 16               | --               | 42               | 11       | 1        | 3        | 4        | --       | 4        |
| 1989/90         | Фрёлунда        | Элитная серия   | 33               | 4                | 9                | 13               | --               | 44               | —        | —        | —        | —        | —        | —        |
| 1990/91         | Мёррумс         | Division 1      | 31               | 7                | 14               | 21               | --               | 28               | —        | —        | —        | —        | —        | —        |
| 1991/92         | Мёррумс         | Division 1      | 28               | 8                | 12               | 20               | --               | 76               | —        | —        | —        | —        | —        | —        |
| 1992/93         | Мёррумс         | Division 1      | 32               | 11               | 11               | 22               | --               | 50               | 3        | 0        | 1        | 1        | --       | 2        |
| Всего в карьере | Всего в карьере | Всего в карьере | 492              | 80               | 155              | 235              | --               | 563              | 38       | 5        | 14       | 19       | --       | 30       |

### Главный тренер
(данные до 2011 г. не приведены)
Последнее обновление: 28 декабря 2012 года
| Команда | Турнир-сезон | Регулярный сезон | Регулярный сезон | Регулярный сезон | Регулярный сезон | Регулярный сезон | Регулярный сезон | Регулярный сезон | Регулярный сезон       | Плей-офф | Плей-офф | Плей-офф              |
| Команда | Турнир-сезон | И                | В                | ВО/ВБ            | Н                | ПО/ПБ            | П                | О                | Результат              | В        | П        | Результат             |
| ------- | ------------ | ---------------- | ---------------- | ---------------- | ---------------- | ---------------- | ---------------- | ---------------- | ---------------------- | -------- | -------- | --------------------- |
| Атлант  | КХЛ 2011-12  | 38               | 15               | 7                | -                | 3                | 13               | 62               | 4-е на Западе          | 6        | 6        | Вылетели в 1/4 финала |
| Атлант  | КХЛ 2012-13  | 19               | 5                | 3                | -                | 3                | 8                | 24               | уволен (9-е на Западе) | -        | -        | -                     |